# 水南镇 (将乐县)
水南镇是中国福建省三明市将乐县下辖的一个镇。

## 行政区划
水南镇共辖2个社区、7个行政村，分别是：
金华社区、银华社区、乾滩村、渡头村、溪南村、三班村、水南村、新兴村、南排村。